# Tarbikha
Tarbikha (en arabe : تربيخا) était un village de Palestine mandataire, situé à 27 km au nord-est d’Acre. Il a été capturé et dépeuplé  pendant la guerre israélo-arabe de 1948. 

## Histoire ancienne et médiévale
Trois sarcophages ont été trouvés sur le côté méridional du site du village. Un bassin semi-circulaire, des cisternes et des tombes ont aussi été découverts.
Un village  appelé  « Tayerebika » existait à l’époque des croisades. En 1183, il est noté dans un document que Godfrey de Tor a vendu les terres du village à Josselin III d'Édesse,,.  En 1220,   la fille de Jocelyn III, Beatrix de Courtenay, et son second époux  Othon de Botenlauben cèdent plusieurs villages, dont Tayerebika, aux chevaliers teutoniques,,.

## Période ottomane
Tarbikha a été incorporé à l’empire ottoman en 1517 avec le reste de la Palestine, et selon le registre fiscal faisait en 1596  partie du  nahié (sous-district) of Tibnine dans le sandjak de Safed, avec une population of 88 habitants.  Il payait des impôts sur plusieurs types de cultures, dont le blé, les olives et l’orge, ainsi que sur les chèvres, les ruches et un pressoiur qui était utilisé soit pour les olives, soit pour les raisins,.
À la fin du XIXe siècle, le village de Tarbikha était décrit comme construit de pierres et situé sur une crête, avec une population d’environ 100 personnes, vivant surtout de la culture des olives,. Pendant cette période, Tarbikha faisait partie de la province de Beyrouth. Ce n’est qu’après la Première Guerre mondiale, quand les frontières entre le Liban et la Palestine furent délimitées par les gouvernements britannique et français que le village de Tarbikha fut affecté à l’administration de la Palestine.

## Période de la Palestine mandataire

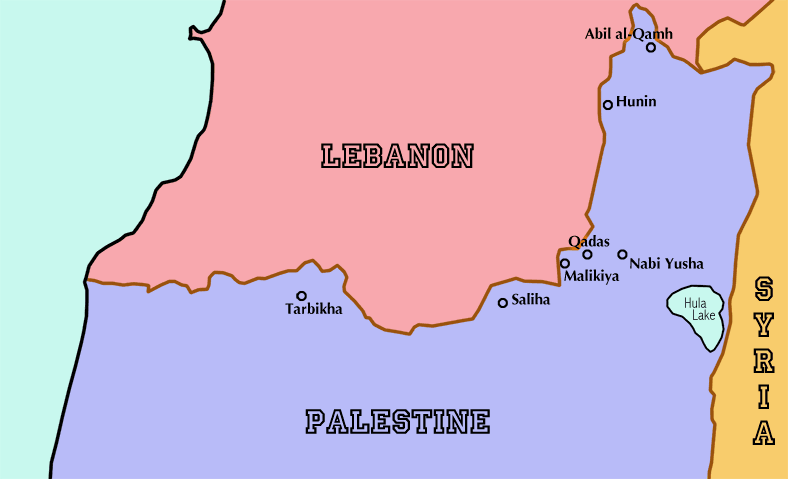
Carte des sept anciens villages chiites

Dans le recensement de la Palestine en 1931, mené par les  autorités britanniques, Tarbikha  avait une population de 674 habitants, répartis en 149 maisons  ; ils étaient majoritairement de religion musulmane, sauf un chrétien.
Le village avait deux mosquées et une école élémentaire, fondée après 1938, qui comptait 120 élèves au milieu des années 1940. Il possédait aussi un bureau des douanes et un poste de police militaire, un fort Tegart pour surveiller la frontière libanaise.
Dans les statistiques rassemblées en 1945, Tarbikha est regroupé avec les hameaux voisins de Suruh et d’Al-Nabi Rubin. Ils ont ensemble environ 1000 habitants, tous musulmanset occupent un total de 18 563 dounams (soit 18,563 km) de terres. Aux plantations et à l’irrigation étaient consacrés  619  dounams, et 3 204 étaient utilisés pour les céréales,  alors que 112 dounams étaient occupés par des bâtiments et des maisons.
Suruh et Al-Nabi Rubin  étaient des villages à dominante sunnite, alors que Tarbikha était en majorité chiite.

## La guerre de 1948 et ses suites
La ville fut assaillie par la brigade Oded pendant l'opération Hiram le 30 octobre 1948. La population fut contrainte à partir pour le Liban début novembre. L'armée ne laissa pas les villageois arabes collecter les récoltes qu'ils avaient plantées,  mais permirent aux habitants (juifs) du kibboutz Tarbikha de le faire. Elle laissa le village sans surveillance contre le pillage des biens laissés sur place. Les terres furent occupées par des immigrants juifs venus de Hongrie et de Roumanie, dans le cadre de la politique de judaïsation de la Galilée ; ils édifièrent en particulier le moshav Shomera. D'autres localités sont aussi maintenant installées sur les terres de l'ancien village et des hameaux alentour.
L'historien palestinien Walid Khalidi décrivit les structures restantes en  1992 : « Une vingtaine de maisons environ du village sont maintenant occupées par les résidents du moshav Shomera. Quelques-uns des toits ont été remodelés et sont maintenant à double pente. Des pierres des maisons originelles embellissent le toit du bâtiment central du moshav,. »
En 1994, les réfugiés des sept villages chiites de la région,  classés comme réfugiés palestiniens depuis 1948, se sont vus accorder la citoyenneté libanaise.